# Universidad de Yamena
La Universidad de Yamena , en francés,  Université de Ndjamena (UNDT), es la universidad más importante de Chad. Inicialmente prevista para 700 estudiantes, hoy asisten unos 8.000. Interrumpió sus programas educativos durante la guerra civil de 1979 a 1983. 